# Curit
Curit ist ein selten vorkommendes Mineral aus der Mineralklasse der „Oxide und Hydroxide“ mit der chemischen Zusammensetzung Pb3[(UO2)4|O4|(OH)3]2·2H2O (genauer: Pb3+x[(UO2)4O4+x(OH)3-x]2·2H2O) und damit chemisch gesehen ein wasserhaltiges Blei-Uranyl-Hydroxid mit zusätzlichen Sauerstoffionen.
Curit kristallisiert im orthorhombischen Kristallsystem und tritt meist in Form körniger bis massiger bzw. erdiger Mineral-Aggregate oder krustiger Überzüge auf. Selten entwickelt Curit auch durchsichtige Kristalle mit einem prismatischen bis nadeligen Habitus und diamantähnlichen Glanz auf den Oberflächen. Das Mineral ist typischerweise gelb- bis rotorange und hinterlässt auch auf der Strichtafel einen orangefarbenen Strich.

## Etymologie und Geschichte

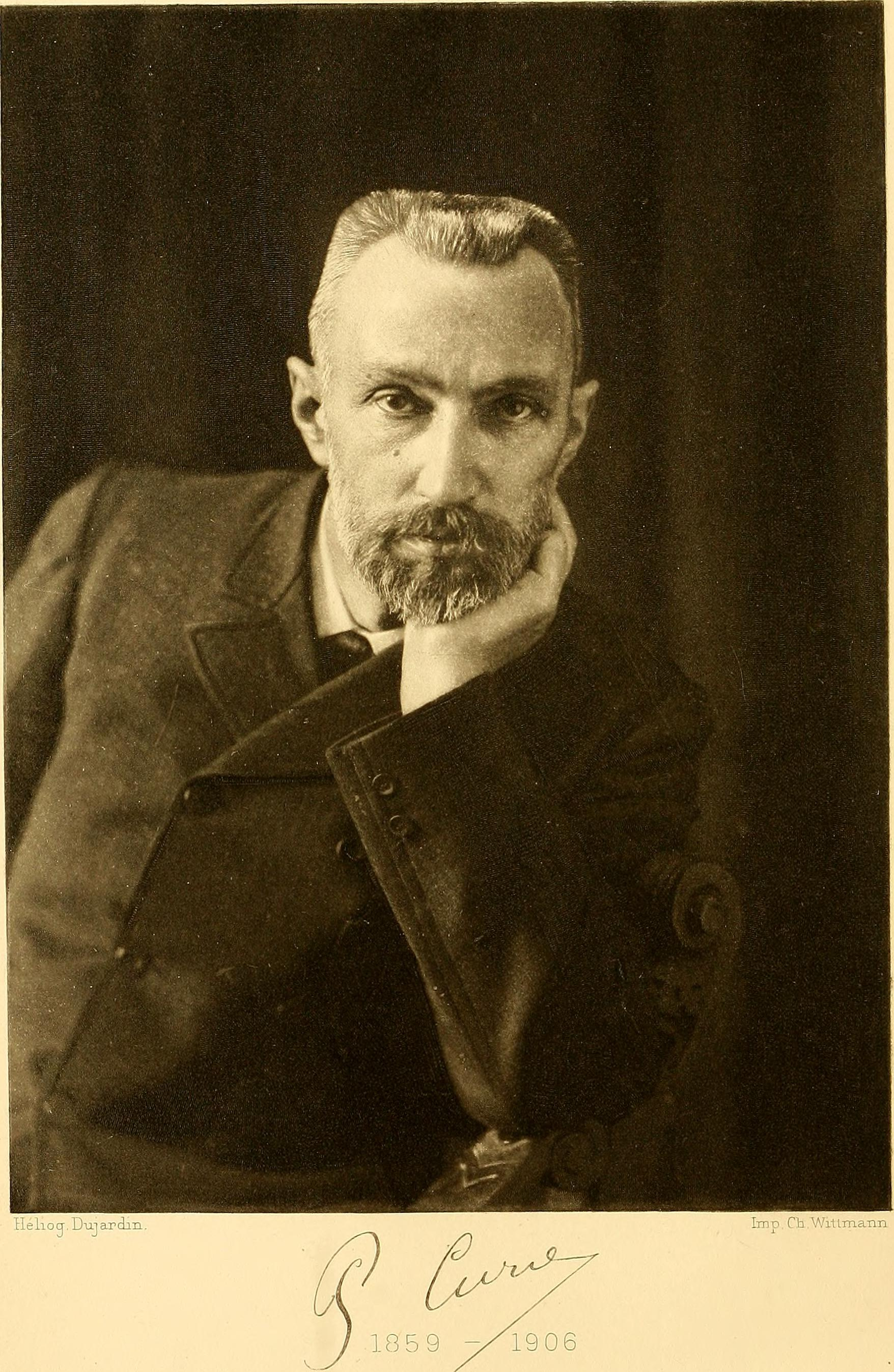
Namensgeber Pierre Curie um 1908

Erstmals entdeckt wurde Curit in der „Shinkolobwe Mine (Kasolo Mine)“ in Katanga in der Demokratischen Republik Kongo. Die Analyse und Erstbeschreibung erfolgte 1921 durch Alfred Schoep (1881–1966), der das Mineral nach dem Physiker und Nobelpreisträger Pierre Curie (1859–1906) benannte.
Das Typmaterial des Minerals wird im Muséum national d’histoire naturelle (MHN; Museum, Paris) unter der Sammlungsnummer  121.248 (CT) und im Natural History Museum (NHM) unter der Sammlungsnummer  BM 1924,337 (CT) aufbewahrt.
Da der Curit bereits lange vor der Gründung der International Mineralogical Association (IMA) bekannt und als eigenständige Mineralart anerkannt war, wurde dies von ihrer Commission on New Minerals, Nomenclature and Classification (CNMNC) übernommen und bezeichnet den Curit als sogenanntes „grandfathered“ (G) Mineral. Die ebenfalls von der IMA/CNMNC anerkannte Kurzbezeichnung (auch Mineral-Symbol) von Curit lautet „Cui“.

## Klassifikation
Bereits in der veralteten 8. Auflage der Mineralsystematik nach Strunz gehörte der Curit zur Klasse der „Oxide und Hydroxide“ Abteilung der „Hydroxide“, wo er zusammen mit Vandendriesscheit die „Vandenbrandeit-Curit-Gruppe“ mit der System-Nr. IV/F.14 und den weiteren Mitgliedern Clarkeit, Richetit und Uranosphärit bildete.
Im zuletzt 2018 überarbeiteten und aktualisierten Lapis-Mineralienverzeichnis nach Stefan Weiß, das sich aus Rücksicht auf private Sammler und institutionelle Sammlungen noch nach dieser alten Form der Systematik von Karl Hugo Strunz richtet, erhielt das Mineral die System- und Mineral-Nr. IV/H.07-050. In der „Lapis-Systematik“ entspricht dies der Abteilung „Uranyl([UO2]2+)-Hydroxide und -Hydrate“, wo Curit zusammen mit Fourmarierit, Gauthierit, Metavandendriesscheit, Richetit, Sayrit, Shinkolobweit, Spriggit und Vandendriesscheit die unbenannte Gruppe IV/H.07 bildet.
Die von der International Mineralogical Association (IMA) zuletzt 2009 aktualisierte 9. Auflage der Strunz’schen Mineralsystematik ordnet den Curit ebenfalls in die Abteilung der „Uranyl-Hydroxide“ ein. Diese ist allerdings weiter unterteilt nach der möglichen Anwesenheit zusätzlicher Anionen und der Kristallstruktur, so dass das Mineral entsprechend seiner Zusammensetzung und seinem Aufbau in der Unterabteilung „Mit zusätzlichen Kationen (K, Ca, Ba, Pb usw.); mit vorwiegend UO2(O,OH)5 pentagonalen Polyedern“ zu finden ist, wo es als einziges Mitglied die unbenannte Gruppe 4.GB.55 bildet.
Auch die vorwiegend im englischen Sprachraum gebräuchliche Systematik der Minerale nach Dana ordnet den Curit in die Klasse der „Oxide und Hydroxide“ und dort in die Abteilung der „Uran- und thoriumhaltige Oxide“ ein. Hier ist er als einziges Mitglied in der unbenannten Gruppe 05.09.03 innerhalb der Unterabteilung „Uran- und thoriumhaltige Oxide mit einer Kationenladung von 6+, die Pb oder Bi und etwas Kristallwasser oder Hydroxygruppen enthalten“ zu finden.

## Kristallstruktur
Curit kristallisiert in der orthorhombischen Raumgruppe Pnam (Raumgruppen-Nr. 62, Stellung 6) mit den in mehreren Messungen aus dem Jahre 2000 ermittelten Gitterparametern von etwa a = 12,3143(7) Å; b = 12,9609(8) Å und c = 8,4053(5) Å sowie zwei Formeleinheiten pro Elementarzelle.
Die Kristallstruktur besteht dabei aus Schichten von kanten- und eckenverknüpften Uranyl-Polyedern, wobei das Uranyl-Kation sowohl pentagonal-bipyramidale als auch quadratisch-bipyramidale (oktaedrische) Koordination aufweist. Die Bleiatome verknüpfen diese Schichten durch Koordination der Uranyl-Sauerstoffatome.

## Eigenschaften
Das Mineral ist durch seinen Urangehalt von über 63 % als sehr stark radioaktiv eingestuft. Unter Berücksichtigung der Mengenanteile der radioaktiven Elemente in der idealisierten Summenformel sowie der Folgezerfälle der natürlichen Zerfallsreihen wird für das Mineral eine spezifische Aktivität von etwa 113,4 kBq/g angegeben (zum Vergleich: natürliches Kalium 0,0316 kBq/g, natürliches Radon-222 5.691.000.000.000 kBq/g). Der zitierte Wert kann je nach Mineralgehalt und Zusammensetzung der Stufen deutlich abweichen, auch sind selektive An- oder Abreicherungen der radioaktiven Zerfallsprodukte möglich und ändern die Aktivität.

## Bildung und Fundorte

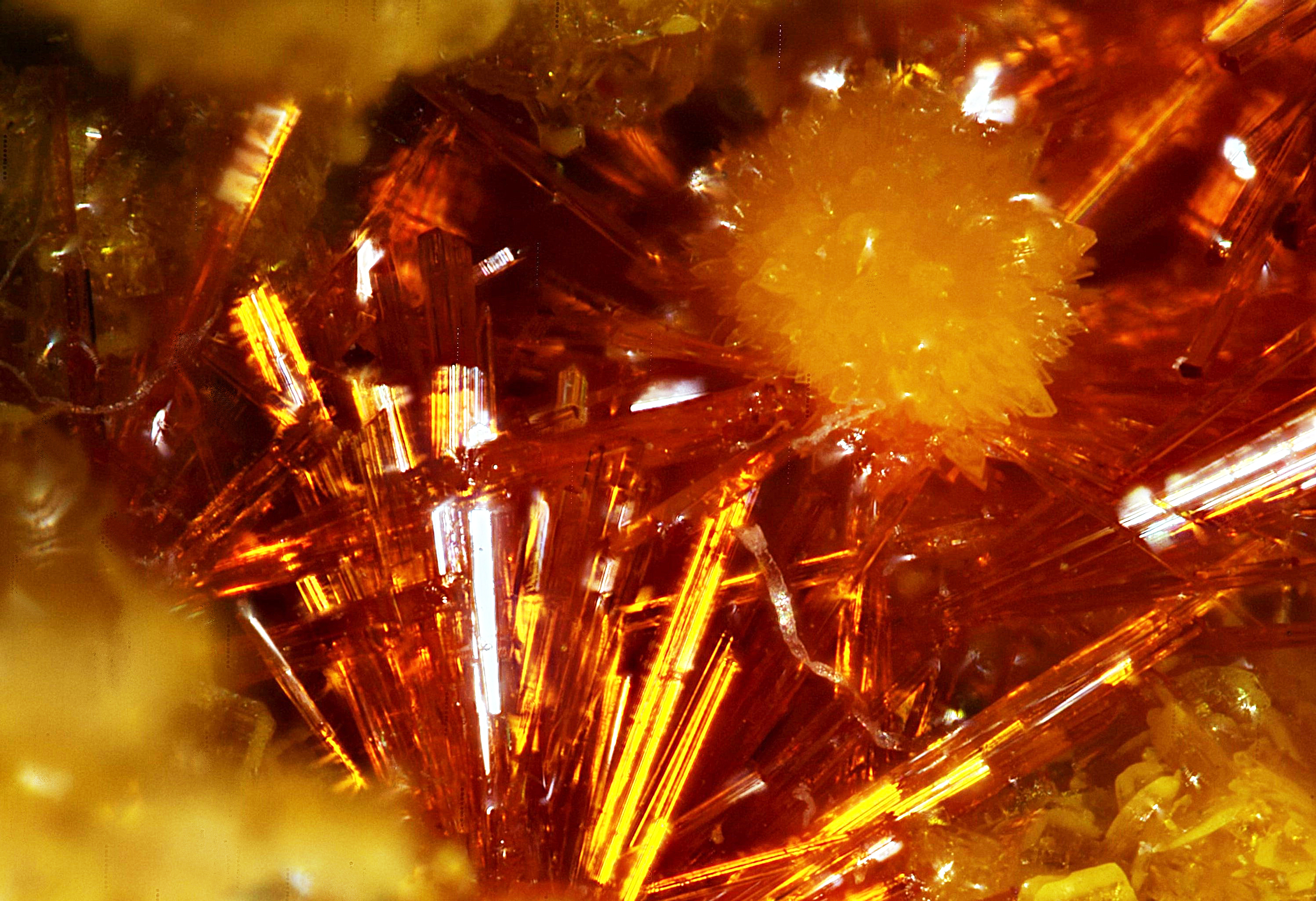
Mikroskopaufnahme mit orangeroten Curit-Nadeln aus der Shinkolobwe Mine, Katanga, Demokratische Republik Kongo

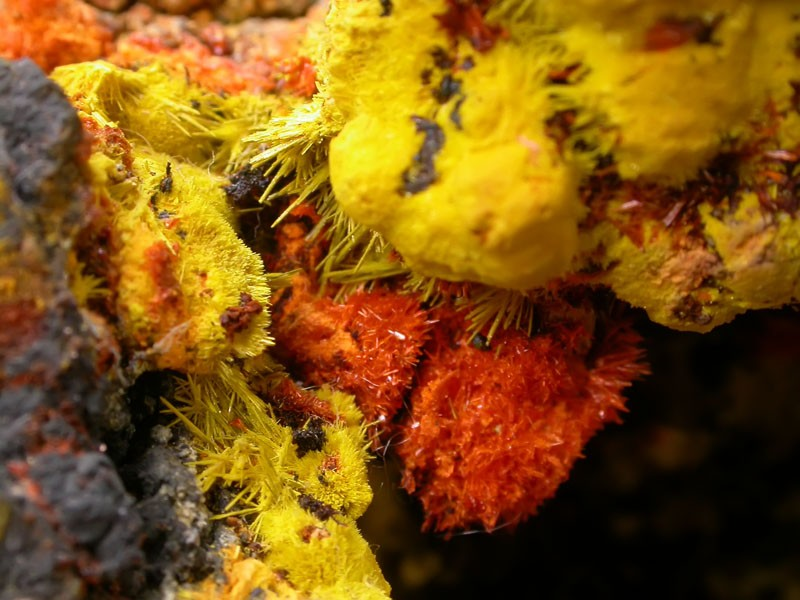
Paragenese von rotem Curit mit gelbem Schoepit, pseudomorph nach Ianthinit auf Uraninit aus Katanga, Demokratische Republik Kongo

Curit ist ein Sekundärmineral, das durch Verwitterung von geologisch altem Uraninit entsteht. Dies ist bedingt durch die Entstehung von Blei aufgrund des radioaktiven Zerfalls. Curit bildet sich schließlich in der Oxidationszone von Erzlagerstätten oder in Spalten von Sedimentgesteinen. Begleitminerale sind unter anderem Dewindtit, Fourmarierit, Kasolit, Rutherfordin, Schoepit, Soddyit, Sklodowskit, Torbernit und Vandendriesscheit.
Curit wurde neben seiner Typlokalität „Shinkolobwe Mine (Kasolo Mine)“ in der Demokratischen Republik Kongo weltweit bisher (Stand: 2009) noch an rund 50 Fundorten nachgewiesen, so unter anderem im bei „Dara-Um Swassi“ in der nordöstlichen Wüste am Roten Meer in Ägypten; Northern Territory von Australien; Baden-Württemberg, Bayern, Rheinland-Pfalz und Sachsen in Deutschland; Auvergne, Bretagne, Elsass und Limousin in Frankreich; Lombardei und Trentino-Südtirol in Italien; in den Nordwest-Territorien von Kanada; bei Fianarantsoa auf Madagaskar; Aust-Agder und Telemark in Norwegen; in der russischen Region Karelien; Namaqualand in Südafrika; Böhmen und Mähren in Tschechien; in den ungarischen Komitaten Baranya und Heves sowie in den US-amerikanischen Regionen Colorado, New Hampshire und New Mexico.

## Vorsichtsmaßnahmen
Auf Grund der starken Radioaktivität des Minerals sollten Mineralproben von Curit nur in staub- und strahlungsdichten Behältern, vor allem aber niemals in Wohn-, Schlaf- und Arbeitsräumen aufbewahrt werden. Ebenso sollte wegen der hohen Toxizität und Radioaktivität von Uranylverbindungen eine Aufnahme in den Körper (Inkorporation, Ingestion) auf jeden Fall verhindert und zur Sicherheit direkter Körperkontakt vermieden sowie beim Umgang mit dem Mineral Mundschutz und Handschuhe getragen werden.